# Île de Planasse
L'Île de Planasse est une île du département de l'Aude en Occitanie, dépendant administrativement de la commune de Peyriac-de-Mer.
L'île de la Planasse est inscrite au titre des sites naturels depuis 1966.

## Géographie
Elle fait partie du conservatoire du littoral depuis 1987 et est située dans l'étang de Bages-Sigean. Elle est constituée d'une bande étroite de sable, de milieux halophiles et humides et de friches.
L'île est fréquentée par un public local et saisonnier, qui y vient pratiquer des activités nautiques de loisirs, en particulier au printemps et en été et aux activités traditionnelles de pêche à l'anguille.